# Elaine Breeden
Elaine Breeden (Lexington, 18 de novembro de 1988) é uma nadadora norte-americana, ganhadora de uma medalha de prata em Jogos Olímpicos.
Em Pequim 2008 obteve a prata no 4x100m medley, ficou em 7º lugar nos 200m borboleta e em 10º nos 100 metros borboleta.